# Eugenio Lazzarini
Eugenio Lazzarini   (Urbino, 26 de març de 1945) és un ex-pilot de motociclisme italià, dues vegades Campió del Món en la desapareguda categoria de 50cc i una en la de 125cc. Lazzarini debutà en competició internacional durant la temporada de 1969 dins la categoria dels 250cc, amb una Benelli. Guanyà el seu primer Gran Premi amb una Maico, concretament el Gran Premi dels Països Baixos de 1973. La seva carrera al mundial s'allargà 15 temporades.
L'any 2003, el president Ciampi el va nomenar Comendador de l'Orde al Mèrit de la República Italiana al costat d'uns altres quatre campions del món italians: Giacomo Agostini, Pier Paolo Bianchi, Bruno Ruffo i Carlo Ubbiali.

## Trajectòria esportiva

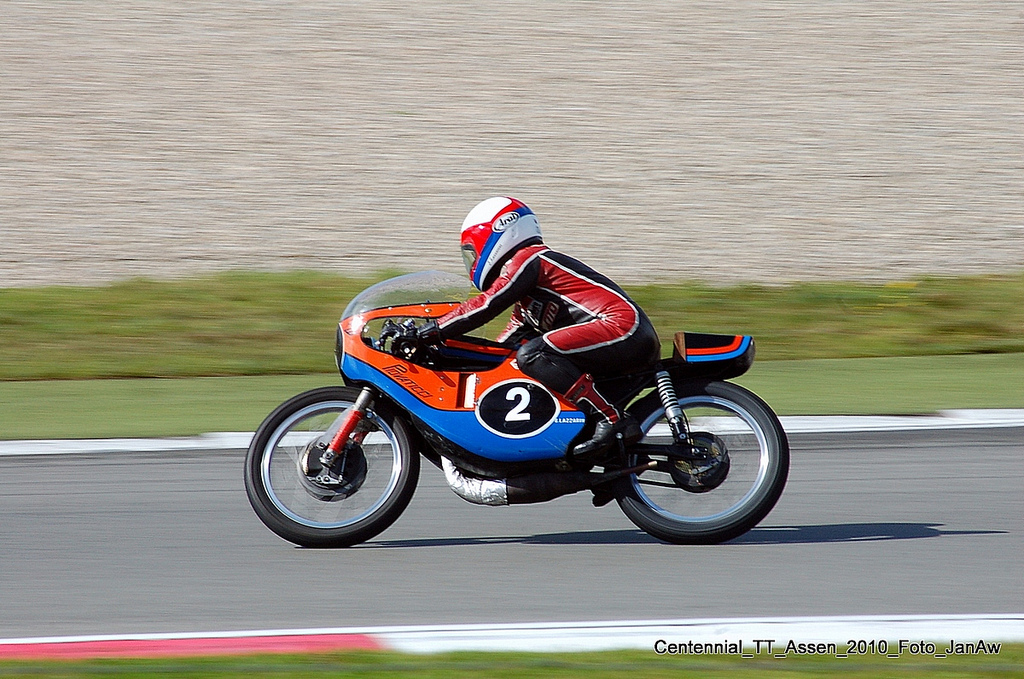
Lazzarini amb la Piovaticci en una trobada de motos clàssiques el 2010

Lazzarini fou campió d'Itàlia júnior de 125cc el 1967 i l'any següent va passar a la categoria sènior, on acabà quart al campionat d'Itàlia amb una Bultaco. El 1969, amb una Aermacchi, fou segon al mateix campionat darrere de Silvano Bertarelli. Aquell mateix any va debutar al campionat del en participar en dos Grans Premis amb una Morbidelli a la classe de 50cc i amb una Benelli a la de 250cc. Els primers anys va participar en uns quants Grans Premis i va guanyar-ne el primer a la temporada de 1973, concretament el Gran Premi dels Països Baixos de 125cc amb una Maico.
Després d'abandonar la cilindrada dels 50cc el 1970 (de 1971 a 1974 només va córrer a la dels 125cc), Lazzarini va estar competint regularment des de la temporada de 1975 en les dues categories (50 i 125cc), tret dels anys 1981 i 1984 en què es va centrar en la de 125cc. El 1975 va guanyar el seu primer Gran Premi a la classe 50cc, concretament el Gran Premi de Suècia, amb la Piovaticci. El 1978 va guanyar el campionat del món de 125cc amb la MBA després de guanyar quatre curses de les deu disputades. L'any següent, 1979, va guanyar el campionat de 50cc amb la Kreidler, amb cinc victòries de cinc curses, i el 1980 va revalidar el títol amb dues victòries de sis curses. Aquest fou el seu darrer campionat del món i l'aconseguí amb una "IPREM", una moto construïda pel seu amic Guido Mancini, que havia estat acomiadat de Kreidler.
Eugenio Lazzarini continuà la seva carrera amb alts i baixos fins al 1984, en què es retirà de la competició i passà a ser director de l'equip oficial de Garelli, al qual va ajudar a guanyar tres campionats del món de 125cc: dos amb Fausto Gresini (1985 i 1987) i un amb Luca Cadalora (1986). Més tard, el seu nebot Ivan Lazzarini va competir al Campionat del Món de Supermoto.

## Resultats al Mundial de motociclisme
Barem de puntuació de 1969 a 1987:
| Posició | 1  | 2  | 3  | 4 | 5 | 6 | 7 | 8 | 9 | 10 |
| Punts   | 15 | 12 | 10 | 8 | 6 | 5 | 4 | 3 | 2 | 1  |

(Ids. Grans Premis | Llegenda) (Curses en negreta indiquen pole; curses en  itàlica indiquen volta ràpida)
| Any  | Categoria | Equip      | 1      | 2     | 3     | 4      | 5      | 6      | 7     | 8      | 9     | 10     | 11    | 12    | 13    | 14    | Punts | Posició | Victòries |
| ---- | --------- | ---------- | ------ | ----- | ----- | ------ | ------ | ------ | ----- | ------ | ----- | ------ | ----- | ----- | ----- | ----- | ----- | ------- | --------- |
| 1969 | 50cc      | Derbi      | ESP -  | GER - | FRA - |        | DTT 10 | BEL -  | DDR 6 | CSR -  |       | ULS -  | NAT - | YUG - |       |       | 6     | 21è     | 0         |
| 1969 | 250cc     | Benelli    | ESP -  | GER - | FRA 7 | IOM -  | DTT -  | BEL -  | DDR - | CSR -  | FIN - | ULS -  | NAT - | YUG - |       |       | 4     | 33è     | 0         |
| 1970 | 50cc      | Morbidelli | GER 5  | FRA 8 | YUG - |        | DTT -  | BEL -  | DDR - | CSR -  |       | ULS -  | NAT - | ESP - |       |       | 9     | 12è     | 0         |
| 1970 | 125cc     | Morbidelli | GER -  | FRA 6 | YUG - | IOM -  | DTT -  | BEL -  | DDR - | CSR -  | FIN - |        | NAT - | ESP - |       |       | 5     | 31è     | 0         |
| 1971 | 125cc     | Maico      | AUT -  | GER - | IOM - | DTT -  | BEL 9  | DDR -  | CSR - | SWE -  | FIN - | NAT 10 | ESP - |       |       |       | 3     | 32è     | 0         |
| 1972 | 125cc     | Maico      | GER -  | FRA - | AUT 6 | NAT 5  | IOM -  | YUG 4  | DTT - | BEL 8  | DDR - | CSR -  | SWE - | FIN - | ESP - |       | 22    | 11è     | 0         |
| 1973 | 125cc     | Piovaticci | FRA 4  |       |       | NAT 3  | IOM -  | YUG 4  |       |        |       |        |       | ESP 4 |       |       | 59    | 5è      | 1         |
| 1973 | 125cc     | Maico      |        | AUT 5 | GER - |        |        |        | DTT 1 | BEL -  | CSR 7 | SWE 8  | FIN - |       |       |       | 59    | 5è      | 1         |
| 1974 | 125cc     | Piovaticci | FRA -  | GER - | AUT - | NAT 7  | DTT -  | BEL 6  | SWE - | CSR -  | YUG - | ESP -  |       |       |       |       | 9     | 20è     | 0         |
| 1975 | 50cc      | Piovaticci |        | ESP 4 |       | GER 2  | NAT 2  | DTT 3  | BEL 3 | SWE 1  | FIN 2 |        | YUG - |       |       |       | 61    | 2n      | 1         |
| 1975 | 125cc     | Piovaticci | FRA 4  | ESP 8 | AUT - | GER 10 | NAT 8  | DTT -  | BEL 5 | SWE 3  |       | CSR 3  | YUG 3 |       |       |       | 47    | 5è      | 0         |
| 1976 | 50cc      | Morbidelli | FRA 8  |       | NAT 2 | YUG -  | DTT 4  | BEL 4  | SWE 3 | FIN 3  | GER - | ESP 3  |       |       |       |       | 53    | 4t      | 0         |
| 1976 | 125cc     | Morbidelli |        | AUT - | NAT 5 | YUG 8  | DTT 8  | BEL 3  | SWE 2 | FIN 10 | GER - | ESP 8  |       |       |       |       | 26    | 7è      | 0         |
| 1977 | 50cc      | Kreidler   |        |       | GER 2 | NAT 1  | ESP 2  |        | YUG - | DTT 4  | BEL 1 | SWE 3  |       |       |       |       | 72    | 2n      | 2         |
| 1977 | 125cc     | Morbidelli | VEN -  | AUT 1 | GER 2 | NAT 2  | ESP 2  | FRA 2  | YUG - | DTT -  | BEL 4 | SWE 3  | FIN 2 | GBR 2 |       |       | 105   | 2n      | 1         |
| 1978 | 50cc      | Kreidler   |        | ESP 1 |       |        | NAT -  | DTT 1  | BEL 2 |        |       |        | GER 3 | CSR - | YUG 2 |       | 64    | 2n      | 2         |
| 1978 | 125cc     | MBA        | VEN 2  | ESP 1 | AUT 1 | FRA 2  | NAT 1  | DTT 1  | BEL 6 | SWE -  | FIN 2 | GBR 3  | GER 8 |       | YUG - |       | 114   | 1r      | 4         |
| 1979 | 50cc      | Kreidler   |        |       | GER - | NAT 1  | ESP 1  | YUG 1  | DTT 1 | BEL -  |       |        |       |       | FRA 1 |       | 75    | 1r      | 5         |
| 1979 | 125cc     | MBA        | VEN -  | AUT 5 | GER 6 | NAT 6  | ESP -  | YUG -  | DTT - | BEL -  | SWE 5 | FIN -  | GBR - | CSR - | FRA - |       | 22    | 15è     | 0         |
| 1980 | 50cc      | Iprem      | NAT 1  | ESP 1 |       | YUG 3  | DTT 3  | BEL 2  |       |        |       | GER 2  |       |       |       |       | 74    | 1r      | 2         |
| 1980 | 125cc     | MBA        | NAT -  | ESP - | FRA 9 | YUG -  | DTT -  | BEL -  | FIN - | GBR 5  | CSR - | GER -  |       |       |       |       | 8     | 17è     | 0         |
| 1981 | 125cc     | Iprem      | ARG -  | AUT 4 | GER - | NAT -  | FRA -  | ESP -  | YUG - | DTT -  | SM -  | GBR -  | FIN - | SWE - | CSR - |       | 8     | 18è     | 0         |
| 1982 | 50cc      | Garelli    |        |       |       | ESP 2  | NAT 2  | DTT -  |       | YUG 1  |       |        |       |       | SM 1  | GER 1 | 69    | 2n      | 3         |
| 1982 | 125cc     | Garelli    | ARG 8  | AUT - | FRA - | ESP 2  | NAT -  | DTT 2  | BEL 2 | YUG 1  | GBR 4 | SWE 2  | FIN 5 | CSR 1 |       |       | 95    | 2n      | 2         |
| 1983 | 50cc      | Garelli    | FRA 2  | NAT 1 | GER 2 | ESP 1  |        | YUG 1  | DTT - |        |       |        | SM -  |       |       |       | 69    | 2n      | 3         |
| 1983 | 125cc     | Garelli    | FRA NC | NAT 2 | GER 2 | ESP 2  | AUT 2  | YUG -  | DTT 7 | BEL 1  | GBR - | SWE -  | SM -  |       |       |       | 67    | 3r      | 1         |
| 1984 | 125cc     | Garelli    | NAT 3  | ESP 2 | GER 3 | FRA 2  | DTT 2  | GBR NC | SWE 3 | SM 2   |       |        |       |       |       |       | 78    | 2n      | 0         |